# 헤름스 닐
헤임스 닐(독일어: Herms Niel, 본명:페르디난트 프리드리히 헤르만 니엘레보크, 1888년 4월 17일 ~ 1954년 7월 16일)은 독일의 군가 및 행진곡 작곡가이다. 2차 세계대전 시기의 수많은 군가를 작곡했다.